# 김신용
김신용(金信龍, 1945년 ~ )은 대한민국의 시인이다. 14세 때부터 부랑생활, 지게꾼 등 온갖 밑바닥 직업을 전전하였고, 1988년 첫 시집 《버려진 사람들》에 나오는 시인의 당시 직업은 공사장 잡부였다. 충북 충주시 인근의 시골 마을 도장골에 들어가 텃밭을 일궈 먹을거리를 해결하면서 자연의 생명력을 노래하는 시들을 쓰다가, 지금은 경기도 시흥의 소래벌판에 살면서 시작에 전념하고 있다.

## 약력
2003년 제2회「노작문학상」, 2005년 제7회「천상병시상」을 수상했다.

## 시인 등단
14세의 나이에 부랑을 시작, 1987년 서울 대학로에서 보도블럭을 깔던 일용직 노동자 시절에, 우연히 인사동에서 막걸리를 마시다가 시인이 되었다. 정규 교육을 받지 못했으나 어렸을 때부터 틈만 나면 책을 읽었는데, 특히 예술, 문학, 철학에 관한 책을 많이 읽었다. 두 번째로 교도소에서 출감했을 때 습작 시들이 시집 한 권 분량쯤 되었다. 서울 근교의 절에 있다가 선과 동떨어진 불교사회에 환멸을 느끼고 하산하여 올림픽을 맞아 개발이 한창이던 서울에서 보도블럭 까는 일을 했다. 그러다 인사동 어느 술집에서 우연히 김선유 시인을 만났고, 자신의 시를 읽고 있던 김신용에게 김선유는 시를 청해 읽고 얼마 지나지 않아 최승호 시인에게 전했다. 마침 계간 《현대시사상》의 창간을 준비하던 최승호는 1988년 창간호에 김신용의 시 〈양동시편-뼉다귀집〉 외 6편을 실었다. 당시 일을 김신용은 “운명이었다. 내가 원해서 시인이 된 것이 아니었다”하고 말했다. 그 해에 첫 시집 《버려진 사람들》이 출간되면서 확실히 시단에 나왔다.

## 저서

### 시집
- 《버려진 사람들》(고려원, 1988)
- 《개같은 날들의 기록》(세계사, 1990) ISBN 8933810099
- 《몽유 속을 걷다》(실천문학사, 1998)
- 《환상통》(천년의시작, 2005)
- 《도장골 시편》(천년의시작, 2007) ISBN 9788960210295

#### 시인의 말
| “ | 나는 모든 버려진 것들을 사랑해야 했다. 바라보면 언제나 막막했던 시멘트의 벌판, 서로의 체온으로 천막삼아 추위를 이겨야 했던 날들……. 그 황량한 삶 속에서 모든 버려진 것들을 사랑해야 했던 나의 사랑법. 그것은 내 생존 방법이었으며 내 시의 명제이자 출발점이기도 했다. | ” |
|   | — 《버려진 사람들》, 고려원, 1988 |   |

### 소설집
- 《고백 1·2》(미학사, 1994)
- 《기계 앵무새》(세계사, 1997) ISBN 89-338-0092-1
- 《달은 어디에 있나 1·2》(천년의시작, 2003)

## 평가
맹문재는 1980년대의 한국 시문학사를 정리하면서 〈광주항쟁 이후 시의 양상과 특징〉이라는 제목 아래, 노동시의 등장과 확산을 그 시대의 한 특징으로 제시했다. 그러면서 김신용이 “고단한 하루의 삶을 팔기 위해 모여드는 사람들 / 바람같이 스쳐갈 그 손짓을 기다리고 있다”(〈잡부일기 3〉)와 같이 분노와 갈등을 넘어 가난하고 약한 사람들을 가슴에 품었다고 평했다.